# 普里婭·哈巴塔娜哈莉·莫罕
普里婭·哈巴塔娜哈莉·莫罕（2003年3月15日—）是一名印度女子田徑運動員，主攻200米赛跑及400米赛跑項目。她曾獲得2019年南亞運動會女子400米亞軍。

## 外部連結
- 普里婭·哈巴塔娜哈莉·莫罕在的頁面